# مختصر الخرقي
مختصر الخرقي واسمه متن الخرقي على مذهب أبي عبد الله أحمد بن حنبل الشيباني أحد كتب الفقه الحنبلي، ألفه أبو القاسم عمر بن الحسين بن عبد الله بن أحمد الخرقي (ت: 334 هـ). يعد الكتاب من أول ما ألفه علماء الحنابلة في الفقه، وضعه صاحبه على طريقة مختصر المزني. هو عبارة عن مختصر صغير، لا يتجاوز عدد مسائله 2300 مسألة. وقد نهج فيه مصنفه نهج أغلب المؤلفين في السنن والأحكام المرتبة على الأبواب الفقهية، حيث بدأ بقسم العبادات، ثم المعاملات المالية، ثم الأحكام المتعلقة بالأسرة، ثم الجنايات والعقوبات والجهاد، ثم القضاء والدعاوى والبينات، ثم العتق. وكان الخرقي في ترتيبه للأبواب سالكًا طريقة الشافعي وأصحابه، كما في "الأم" و"مختصر المزني"، لشهرة تلك الكتب في ذلك الوقت، واقتراب المذهبين في المسالك والنتائج. ولا يعرف لدى الحنابلة متن في الفقه حظي بالشهرة والقبول والعناية حفظًا وشرحًا ونظمًا، وغير ذلك ما حظي به هذا المختصر. ولا تزال شروحه، التي حُفظت من التلف، تصدر إلى عالم المطبوعات حينًا بعد حين. ويعتبر "مختصر الخرقي" خاليًا من اختلاف الرواية عن أحمد، مما يدل على أنه بناه على رواية واحدة، وهي الرواية الراجحة في نظره، ويلزم على ذلك أن يكون الخرقي سلك مسلك الترجيح والإختيار في المذهب الحنبلي. ونجده يشير إلى الرواية المرجوحة أحيانًا، بصيغة التضيعف، كما في "باب أجَل العنِّين والخَصِي غير المجبوب" من كتاب النكاح، فقد قال في الأخير: وقد رُوي عن أبي عبد الله -رَحِمَهُ اللهُ- قول آخر: إن القول قوله مع يمينه.
وللخرقي عدة كتب في المذهب، فقدت كلها ما عدا "المختصر" قال أبن أبي يعلى: "له المصنفات الكثيرة في المذهب، لم ينتشر منها إلا "المختصر في الفقه"؛ لأنه خرج عن مدينة السلام لما ظهر سب الصحابة رضوان الله عليهم أجمعين، وأودع كتبه في درب سليمان، فاحترقت الدار التي كانت فيها الكتب، ولم تكن انتشرت لبعده عن البلد".

## عناية الحنابلة بمختصر الخرقي
كُتب لهذا المختصر -على صغر حجمه- من القبول والعناية، ما لم يكتب لغير من المصنفات، فكان الأقدمون يحفظون مسائله كما يحفظون السورة من القرآن، ثم تناولوه بالشروح والتعليقات المطولة والمختصرة تارة، وبالنظم لمسائله تارة أخرى، ويضم بعض الكتب إليه تارة ثالثة، وتلك فنون من الأعمال العلمية تعزب عن الحدّ، وتتجافى عن الحصر والعدّ.
قال عبد القادر بن بدران الدمشقي في كتابه المدخل إلى مذهب الإمام أحمد بن حنبل: «ولم يخدم كتاب في المذهب مثل ما خدم هذا المختصر، ولا اعتني بكتاب مثل ما اعتني به، حتى قال ابن عبد الهادي في الدر النقي قال شيخنا عز الدين المصري: ضبطت للخرقي 300 شرح، وقال في المقصد الأرشد قال أبو اسحاق البرمكي عدد مسائل الخرقي 2300 مسألة، وبالجملة فهو مختصر بديع لم يشتهر متن عند المتقدمين اشتهاره». قال ابن البناء الحنبلي في شرحه للمختصر: «وكان بعض شيوخنا يقول: ثلاث مختصرات في ثلاثة علوم لا أعرف لها نظائر الفصيح لثعلب في اللغة، واللمع لابن جني في النحو، وكتاب المختصر للخرقي في الفقه، فما اشتغل بها أحد وفهمها كما ينبغي إلا أفلح». قال يوسف بن عبد الهادي في الدر النقي: «وانتفع بهذا المختصر خلق كثير، وجعل الله له موقعا من القلوب حتى شرحه من شيوخ المذهب جماعة من المتقدمين والمتأخرين كالقاي أبي يعلى وغيره، وقال شيخنا عز الدين المصري: إنه ضبط له ثلاثمائة شرح». اهتم علماء المذهب الحنبلي بالمختصر، فألفوا عليه شروح وحواشي ومنظومات وزيادات على مسائله، وشرحان لغريب ألفاظه، وتخريج واحد لأحاديثه. قال الخرقي في مقدمة كتابه:
| مختصر الخرقي | بسم الله الرحمن الرحيم الحمد لله رب العالمين وصلى الله على سيدنا محمد خاتم النبيين وعلى آله الطاهرين وأصحابه المنتخبين وأزواجه أمهات المؤمنين قال الشيخ أبو القاسم عمر بن الحسين بن عبد الله الخرقي رحمه الله اختصرت هذا الكتاب على مذهب الإمام أبي عبد الله أحمد بن محمد بن حنبل رضي الله عنه ليقرب على متعلمه مؤملا من الله عز وجل الثواب واياه اسأل التوفيق للصواب. | مختصر الخرقي |

## كُتب كتبت على الكتاب
فمن شروحه:
- شرح المختصر، لمصنِّفه. وبعض المؤرخين ذكره باسم "شرح المختصر"، وبعضهم ذكره باسم "شرحه". وإنما أوردته بهذا التوسع؛ لما ذُكر في ترجمته من أن مصنفاته احترقت كلها في بغداد، ولم يسلم منها إلا "المختصر".
- شرح الخرقي، لابن شَاقْلا (ت. 369 هـ).
- شرح مختصر الخرقي، لأبي حفصٍ عمر بن إبراهيم العُكبري، (ت. 387 هـ).
- شرح الخرقي، للحسن بن حامد البغدادي (ت. 403 هـ).
- شرح الخرقي، لأبي علي محمد بن أبي موسى الشريف الهاشمي (ت. 428 هـ) صاحب "الإرشاد".
- المقنع في شرح مختصر الخرقي: ألفه أبي علي الحسن بن أحمد بن عبد الله بن البنا (ت: 471 هـ) في أربع مجلدات.
- شرح الخرقي، لابن أبي يعلى (ت. 527 هـ).
- شرح الخرقي، لأبي الحسن علي بن عبد الله بن نصر الزاغوني (ت. 527 هـ).
- المغني في شرح مختصر الخرقي: ألفه موفق الدين أبي محمد عبد الله بن أحمد بن محمد بن قدامة المقدرسي الجماعيلي الدمشقي الصالحي الحنبلي (ت: 620 هـ) وهو أشهر من أن يعرف به، طبع طبعات كثيرة، يقع الكتاب في خمس عشرة مجلداً، وهناك نسخة طبعتها الأولى 1441 هـ 2020 م من دار كنوز الإسلام وهي من ثمانية عشر مجلدًا.
- شرح الخرقي لأبي الفرج سيف الدين عبد الرحمن بن رزين بن عبد العزيز الفساني (ت. 656 هـ).
- المنتصر في شرح المختصر، لابن أبي الهيجاء عبد الرزاق بن رزق الله الرسعني (ت. 661 هـ).
- المهمّ في شرح الخرقي، لعبد الله بن أبي بكر الحربي البغدادي المعروف بـ "كتيلة" (ت. 681 هـ).
- الكافي في شرح الخرقي، لأبي طالب عبد الرحمن بن عمر الضرير البصري (ت. 684 هـ). 
  - الواضح في شرح الخرقي لأبي طالب الضرير (ت. 684 هـ).
- شرح الخرقي، لسليمان بن عبد القوي الصرصري الطوفي (ت. 716 هـ) صاحب "شرح مختصر الروضة".
- شرح الخرقي، لمحمد بن أحمد بن عبد الله الحبّال الحرّاني (ت. 749 هـ).
- شرح الزركشي على مختصر الخرقي في الفقه على مذهب الإمام أحمد بن حنبل: ألفه شمس الدين محمد بن عبد الله الزركشي المصري الحنبلي (ت: 772 هـ) في سبع مجلدات.
- شرح الخرقي، لقاضي الأقاليم ابن أبي العز عبد العزيز بن علي القرشي البغدادي ثم المقدسي (ت. 846 هـ).
- شرح الخرقي، لأحمد بن حسن بن أحمد بن عبد الهادي، المعروف بـ "ابن المبْرد" (ت. 856 هـ)، أخو يوسف بن عبد الهادي.[9][10][11]
- كفاية المرتقي إلى معرفة فرائض الخرقي: ألفه عبد القادر بن أحمد بن بدران (ت: 1346 هـ).

ومن الكتب التي اعتنت بغريبه:
- شرح غريب ألفاظ الخرقي، لأبي المحاسن محمد بن عبد الباقي المجمعي الموصلي (ت. 571 هـ).
- الدّر النقيّ في شرح ألفاظ الخرقي، ليوسف ابن عبد الهادي، المعروف بـ "ابن المبْرد" (ت. 909 هـ) صاحب التصانيف الكثيرة.

ومِمّن نَظَم الخرقي:
- جعفر بن أحمد السراج البغدادي الأديب (ت. 500 هـ).
- أبو جعفر مكي بن محمد بن هبيرة البغدادي (ت. 567 هـ).
- أحمد بن الحسين بن أحمد البغدادي، المعروف بالعراقي (ت. 588 هـ) نظم العبادات منه فقط.
- شمس الدين أبو عبد الله محمد بن أحمد الموصلي الملقب بـ "شُعلة" (ت. 656 هـ). نظم العبادات منه فقط.
- يحيى بن يوسف أبو زكريا الصرصري، الملقب بـ "حسَّان السُّنة" (ت. 656 هـ). ويسمى نظمه "الدَّرة اليتيمة والمحجة المستقيمة".
  - وله: نظم زوائد "الكافي" لابن قدامة على "الخرقي" سماه "واسطة العقد الثمين وعمدة الحافظ الأمين".

وممن اختصر الخرقي:
- محب الدين أبو الفضل أحمد بن نصر الله بن أحمد الكرماني التستري البغدادي ثم المصري (ت. 884 هـ).

وممن حواشي الخرقي:
- حاشية مختصر الإمام أبي القاسم الخرقي في الفقه على مذهب الإمام المبجل أحمد بن حنبل: ألفه محمد بن عبد الرحمن بن حسين آل إسماعيل.